# Silvia Cohen
Silvia Cohen (Parigi, 24 aprile 1959) è un'attrice e conduttrice televisiva italiana.

## Biografia
Nata a Parigi da genitori ebrei, si è trasferita ancora giovane in Italia, a Milano, diplomandosi all'Accademia dei Filodrammatici a 18 anni, nel 1977. Nello stesso anno ha esordito a teatro ne Gli Orazi e i Curiazi e ne L'eccezione e la regola, entrambi di Bertolt Brecht.
Nel 1983 ha iniziato a lavorare nel cinema e nella televisione, interpretando però sempre parti di secondo piano. Dai primi anni novanta ha interpretato alcuni film di maggiore importanza, grazie a registi che ne mettono in risalto il potenziale drammatico della recitazione. Tra questi vi figurano Sandro Baldoni (per cui interpreta Strane storie - Racconti di fine secolo del 1994, Consigli per gli acquisti del 1997 e Italian Dream del 2007); Peter Del Monte (Compagna di viaggio, 1996); Amedeo Fago (Tra due risvegli, 1993) e Andrea Frezza (Ultimo bersaglio, 1996). In televisione è apparsa in numerose serie televisive che hanno ottenuto un buon successo di pubblico.
Nella stagione televisiva 1989-90 ha condotto la versione mattutina del programma TV Donna su Telemontecarlo.
Nel 2020 ha vestito i panni di Anna Craxi, moglie di Bettino Craxi, nel biopic di Gianni Amelio Hammamet sugli ultimi anni di vita dell'ex presidente del Consiglio in esilio volontario in Tunisia.

## Vita privata
Parla correntemente l'italiano, il francese, l'ebraico, l'inglese, lo spagnolo e il lombardo.
Vive a Roma.

## Filmografia

### Cinema
- Segni particolari: bellissimo, regia di Castellano e Pipolo (1983)
- Mefisto funk, regia di Marco Poma (1986)
- Un amore di donna, regia di Nelo Risi (1988)
- Il portaborse, regia di Daniele Luchetti (1991)
- Rossini! Rossini!, regia di Mario Monicelli (1991)
- Adelaide, regia di Lucio Gaudino (1992)
- Il richiamo, regia di Claudio Bondì (1992)
- L'equivoco della luna, regia di Angiola Janigro (1992)
- Tra due risvegli, regia di Amedeo Fago (1993)
- Venerdì nero, regia di Aldo Lado (1993)
- 18000 giorni fa, regia di Gabriella Gabrielli (1993)
- Strane storie - Racconti di fine secolo, regia di Sandro Baldoni (1994)
- Il cielo è sempre più blu, regia di Antonello Grimaldi (1996)
- Compagna di viaggio, regia di Peter Del Monte (1996)
- Ultimo bersaglio, regia di Andrea Frezza (1996)
- Consigli per gli acquisti, regia di Sandro Baldoni (1997)
- Le parole di mio padre, regia di Francesca Comencini (2001)
- Ricordati di me, regia di Gabriele Muccino (2003)
- Te lo leggo negli occhi, regia di Valia Santella (2004)
- Eternal, regia di Wilhelm Liebenberg e Federico Sanchez (2004)
- Italian Dream, regia di Sandro Baldoni (2007)
- Hotel Meina, regia di Carlo Lizzani (2007)
- Fine settembre, regia di Alessandro Tamburini - cortometraggio (2011)
- I 2 soliti idioti, regia di Enrico Lando (2012)
- Il capitale umano, regia di Paolo Virzì (2013)
- Come un gatto in tangenziale, regia di Riccardo Milani (2017)
- Figli del destino, regia di Francesco Miccichè e Marco Spagnoli (2019)
- Hammamet, regia di Gianni Amelio (2020)
- Yara, regia di Marco Tullio Giordana (2021)
- La foto perfetta, regia di Eleonora Mozzi - cortometraggio (2021)

### Televisione
- ...e la vita continua, regia di Dino Risi - film TV (1984)
- Olga e i suoi figli, regia di Salvatore Nocita - miniserie TV, 4 episodi (1984)
- Atelier, regia di Vito Molinari - miniserie TV, 8 episodi (1986)
- Il colore della vittoria, regia di Vittorio De Sisti - miniserie TV (1990)
- Voci notturne, regia di Fabrizio Laurenti - miniserie TV, 4 episodi (1995)
- L'ultimo concerto, regia di Francesco Laudadio - film TV (1996)
- Lui e lei - serie TV, 8 episodi (1998)
- Un prete tra noi - serie TV, episodio 2x05 (1999)
- Nebbia in Valpadana - serie TV (2000)
- Una donna per amico - serie TV, episodio 3x01 (2001)
- Giorni da Leone, regia di Francesco Barilli - miniserie TV (2002)
- Giorni da Leone 2, regia di Francesco Barilli - miniserie TV, 4 episodi (2006-2008)
- La omicidi, regia di Riccardo Milani - miniserie TV, 6 episodi (2004)
- R.I.S. - Delitti imperfetti - serie TV, episodio 2x04 (2006)
- Don Matteo - serie TV, episodio 6x17 (2008)
- I liceali - serie TV, 4 episodi (2008)
- 1992 - serie TV, episodi 1x01-1x04 (2015)
- Il bosco, regia di Eros Puglielli - miniserie TV (2015)
- Una pallottola nel cuore - serie TV, episodio 3x02 (2018)
- Tutta colpa di Freud - La serie - serie TV (2021)
- Citadel: Diana – serie TV, episodio 1x04 (2024)
- La farfalla impazzita, regia di Kiko Rosati – film TV (2025)

## Teatro
- Gli Orazi e i Curiazi (1977)
- L'eccezione e la regola (1977)
- L'onorevole e sua moglie (1978)
- Money, regia di Angelo Longoni (1990)

## Programmi televisivi
- TV Donna (Telemontecarlo, 1989-1990) - conduttrice
- Piccole case editrici
- Star bene a tavola
- I giorni e la storia
- Gli ecosistemi
- La maison rouge (Antenne 2)

## Riconoscimenti
- Nastro d'argento
  - 1996 – Candidatura alla migliore attrice non protagonista per Strane storie - Racconti di fine secolo
  - 1998 – Candidatura alla migliore attrice protagonista per Consigli per gli acquisti

- Ciak d'oro
  - 1995 – Migliore attrice non protagonista per Strane storie - Racconti di fine secolo[5]

## Discografia

### Partecipazioni
- 2011 – AA.VV. Ineluttabile (Modalità dell'udibile), con il brano Organ Plain (con Luca Majer)